# Фактор фуры
«Фактор фуры» — роман русских писателей Александра Гарроса и Алексея Евдокимова. Действие романа затрагивает множество европейских стран, описывая путешествие героя по Турции, Греции, Италии, Германии и так далее. На фоне запутанного детективного сюжета герой излагает свои размышления о Европе, России и русской ментальности. Роман вошел в длинный список литературной премии «Национальный бестселлер».

## Название
Алексей Евдокимов вспоминает, что когда они с Гарросом, уже став достаточно известными писателями, ехали в междугороднем автобусе в Санкт-Петербург, обсуждая литературные планы, автобус обогнала «громадная грязная фура. Тогда кто-то из нас бросил с ухмылочкой фразу: „…И в этот момент фуру заносит“». Тогда в лексикон соавторов и вошло словосочетании «Фактор фуры» (см. Фактор автобуса), обозначающее «страшную непредсказуемость жизни». Именно оно и стало названием романа, посвящённого подобной непредсказуемости.

## Сюжет
Бизнесмен из России Юрий Касимов становится участником эксперимента, проводимого неким Европейским фондом социальных исследований. Условия эксперимента весьма туманны, и заключаются в том, что герой должен путешествовать по Европе, произвольно меняя маршрут и не задерживаясь в одном месте более трёх дней. Организаторам эксперимента он должен сообщать о том, что на его собственный субъективный взгляд покажется странным и заслуживающим внимания.

## Отзывы
- Лит. критик Владимир Ларионов: "Балансируя между Пелевиным и Гибсоном, латвийские авторы конвертировали в русский текст агрессивно-сатирическую линию западной литературной моды, выдав на-гора экзистенциально-фантастический триллер российского разлива"[2].